# Vásárosbéc
Vásárosbéc là một thị trấn thuộc hạt Baranya, Hungary. Thị trấn này có diện tích 24,64 km², dân số năm 2010 là 180 người, mật độ 7 người/km².